# María Ontiveros
María García-Ontiveros y Herrera (Venezuela - Madrid, noviembre de 1956), conocida en el mundo literario como María Ontiveros, fue una política y poeta española, miembro de la tertulia Versos con faldas.

## Trayectoria
Pertenecía a una familia de diplomáticos, por lo que nació en Venezuela.
En 1933 publicó Remanso, con un poema homenaje a Concha Espina. Tuvo muy buena acogida entre la crítica y la propia Concha Espina escribió el epílogo, elogiándola con estas palabras: «Esta colección de rimas es promesa de una fértil mies literaria».
Tras la guerra civil, obtuvo un puesto de relevancia en la Sección Femenina como regidora central del Servicio Exterior. También lo fue de Organizaciones Juveniles. En el número 48 de la Revista para la Mujer (enero, 1942) apareció un reportaje sobre la labor de la Sección Femenina dentro de la Falange, aunque su mayor proyección internacional la tuvo en el viaje que realizó junto a Pilar Primo de Rivera a Berlín en 1943.
En 1947 recibió un homenaje en la Asociación de Escritores y Artistas Españoles reseñado en la prensa de la época. En 1948 se publicó en la revista Verbo el poema «Alma gris», en el que la poeta se identifica con la Naturaleza, siguiendo el tópico romántico.
Participó activamente en la vida cultural de los años 40 y 50. Participó en la sesión dedicada a Juana de Ibarbourou en la tertulia Alforjas para la Poesía, que se celebró en el Teatro Lara de Madrid en abril de 1949. También participó en homenajes a Rubén Darío y Bécquer en los años 1950 y 1951.
En 1951 apareció su segundo poemario, Agua de Mar, con prólogo de José María Pemán, que destacaba su dominio del ritmo y de la rima.
En junio de 1955 participó, junto a Clemencia Laborda, en un homenaje a Concha Espina celebrado en la Mesa de Burgos de Madrid. Colaboró con distintas revistas en España y América, especialmente en Semana y Teatro.
Murió en Madrid en noviembre de 1956.

## Participación en Versos con Faldas
Intervino en el tercer recital de esta tertulia (16 de abril de 1951) junto a María Isabel Secades, María Dolores de  Pablos, Margarita Uribarri, Adelaida Las Santas, Clemencia Laborda, Gloria Fuertes, Alfonsa de la Torre, Ángela Figuera,  Carmen Conde y Concha Suárez de Otero. Fueron presentadas por el poeta y crítico de arte argentino Ernesto B. Rodríguez.
En la novela de Adelaida Las Santas, Versos de café, en la que la autora recordaba a sus compañeras de tertulia, Ontiveros es calificada como una recitadora muy admirada.

## Reconocimientos
El  concurso poético «Su terraza», creado a instancias de Elisa Soriano y Guadalupe García de Quevedo en 1958, falló un premio con su nombre que recayó en la poeta María Antonia de Ibarra, también participante en Versos con Faldas.

## Obras
- 1933 Remanso con epílogo de Concha Espina.
- 1951 Agua de mar, con prólogo de José María Pemán.[1]